# Etangsort
Der Etangsort (auch Étangsort geschrieben) ist ein Fluss in Frankreich, im Département Sarthe, in der Region Pays de la Loire.

## Verlauf
Er entspringt an der Gemeindegrenze von Bouloire und Maisoncelles und entwässert generell in südlicher Richtung.  Nach rund 25 Kilometern trifft er an der Gemeindegrenze von Courdemanche und Lhomme auf die Veuve, in die er als linker Nebenfluss einmündet.

## Orte am Fluss
(Reihenfolge in Fließrichtung)
- Maisoncelles
- Tresson
- Saint-Georges-de-la-Couée
- Courdemanche